# 패트리샤 샤르보노
퍼트리샤 샤보노(Patricia Charbonneau, 1959년 4월 19일 ~ )는 미국의 배우이다.

## 영화
- 100 피트 (2008년) - 프란시스 역
- 원 스페셜 나이트 (1999년)
- 블러드 머니 (1999년)
- 쉬즈 올 댓 (1999년)
- 키스 더 스카이 (1998년)
- 순수의 초상 (1996년)
- 캡티브 (1991년)
- 아울 (1991년)
- K2 (1991년)
- 브레인 데드 (1990년)
- 로보캅 2 (1990년)
- 위기의 핵폭발 (1988년)
- 블루 진 캅 (1988년)
- 콜 미 (1988년)
- 와이즈가이 (1987년)
- 맨헌터 (1986년)
- 특명기동작전 암살지령 (1986년)
- 데저트 하츠 (1985년)